# هاشیموتو ناتسوکو
هاشیموتو ناتسوکو ((به ژاپنی: 橋本 夏子 Hashimoto Natsuko); ۱ فوریهٔ ۱۸۵۶ – ۱۴ نوامبر ۱۸۷۳) درباری اهل امپراتوری ژاپن بود. دومین سوکوشیتسوی امپراتور میجی و مادر اولین دخترش واکاتاکایوری هیمه نو میکوتو بود (فرزند او مرده به دنیا آمد و ناتسوکو به دلیل عوارض زایمان درگذشت).